# Johann Georg Friedlieb Zöllner
Johann Georg Friedlieb Zöllner (* 1750 in Sornzig; † 1826 in Hubertusburg, auch: Johann George Friedlieb Zöllner) war ein deutscher Orgelbauer, der eine Orgelbaufirma in Wermsdorf hatte. Er war ein Mitarbeiter von Johann Ernst Hähnel (1697–1777), der eine Werkstatt im Jagdschloss Hubertusburg hatte. Nach dem Tod Hähnels übernahm Zöllner im Jahr 1777 die Werkstatt.

## Werke (Auswahl)
Vom Orgelbaumeister Zöllner sind die folgenden Auftragsarbeiten nachweisbar:
| Jahr      | Ort         | Kirche                 | Bild | Manuale | Register | Bemerkungen                              |
| --------- | ----------- | ---------------------- | ---- | ------- | -------- | ---------------------------------------- |
| 1792      | Leisnig     | St. Matthäi            |      |         |          | Umbau                                    |
| 1795      | Gröba       | Dorfkirche             |      | I       | 10 (11)  | verloren                                 |
| 1799      | Klinga      | Dorfkirche             |      |         |          |                                          |
| 1800–1803 | Höfgen      | Wehrkirche Höfgen      |      | I/P     | 10       | Bau → Orgel                              |
| 1808      | Fichtenberg |                        |      |         |          | Reparatur                                |
| 1812      | Wermsdorf   | Kirche                 |      |         |          | Überholung                               |
| 1812      | Merseburg   | Schloss- und Domkirche |      |         |          | Umfangreiche Reparatur                   |
| 1817      | Leutewitz   | Kirche                 |      |         |          |                                          |
| 1820      | Königsfeld  | Kirche                 |      |         |          | Bau                                      |
| 1825      | Merkwitz    | St. Martin             |      | I/P     | 10       | Orgel                                    |
| ca. 1825  | Altoschatz  | Dorfkirche             |      | I       | 11       | 1929 durch Jehmlich-Orgel op.440 ersetzt |
| 1826      | Körlitz     | Kirche                 |      |         |          | Bau                                      |

## Varia
- Der oben genannte Autor Ulrich Eichler (1937–2020; Pfarrer) war ein Nachkomme der Orgelbauer Johann Ernst Hähnel und Johann Georg Friedlieb Zöllner. Er fand von der Ahnenforschung zur Orgelforschung.[10]